# 4659 Roddenberry
4659 Roddenberry este un asteroid din centura principală, descoperit pe 2 martie 1981 de Schelte Bus.